# Parallax Software
Parallax Software est une société américaine de développement de jeux vidéo fondée en 1993, notamment connue pour sa série de jeux Descent.
Après la sortie de Descent II en 1997, l'entreprise se scinde en deux, une partie de l'équipe fonde alors Volition à Ann Arbor, tandis que l'autre forme Outrage Entertainment à Champaign. Les deux studios sont ensuite acquis par THQ. En juillet 2003, Outrage ferme ses portes, mais Volition continue à développer des jeux.

## Jeux développés
- Descent
- Descent + Descent 2
- Descent I and II: The Definitive Collection
- Descent II
- Descent II: Destination Quartzon
- Descent II: The Infinite Abyss
- Descent II: Vertigo Series
- Descent Maximum
- Descent Venture Pack
- Descent: Anniversary Edition
- Descent: Levels of the World